# Tampere Open
Il Tampere Open è un torneo professionistico di tennis giocato sulla terra rossa, che fa parte dell'ATP Challenger Tour e dell'ITF Women's Circuit. Si gioca annualmente dal 1982 al Tampere Tennis Center di Tampere, in Finlandia; il primo torneo femminile si è tenuto nel 2007. È il torneo ATP Challenger più longevo in Europa.
Éric Prodon ha il record di vittorie per disciplina, 3 (2007, 2010, 2011) nel singolare. Radomír Vašek, Tristan Lamasine e Daniel Rincón sono i tennisti ad aver vinto rispettivamente nel 1999, 2015 e nel 2024 sia il titolo nel singolare che quello nel doppio.

## Albo d'oro

### Singolare maschile
| Anno | Campione            | Finalista                 | Punteggio           |
| ---- | ------------------- | ------------------------- | ------------------- |
| 2025 | Nicolai Budkov Kjær | Sascha Gueymard Wayenburg | 7–6(5), 6(2)–7, 6–2 |
| 2024 | Daniel Rincón       | Calvin Hemery             | 6–1, 7–6(4)         |
| 2023 | Sumit Nagal         | Dalibor Svrčina           | 6–4, 7–5            |
| 2022 | Zsombor Piros       | Harold Mayot              | 6–2, 1–6, 6–4       |
| 2021 | Jiří Lehečka        | Nicolás Kicker            | 5–7, 6–4, 6–3       |
| 2020 | Non disputato       | Non disputato             | Non disputato       |
| 2019 | Mikael Ymer         | Tallon Griekspoor         | 6–3, 5–7, 6–3       |
| 2018 | Tallon Griekspoor   | Juan Ignacio Londero      | 6–3, 2–6, 6–3       |
| 2017 | Calvin Hemery       | Pedro Sousa               | 6–3, 6–4            |
| 2016 | Kimmer Coppejans    | Aslan Karacev             | 6–4, 3–6, 7–5       |
| 2015 | Tristan Lamasine    | André Ghem                | 6–3, 6–2            |
| 2014 | David Goffin        | Jarkko Nieminen           | 7–6(3), 6–3         |
| 2013 | Jesse Huta Galung   | Maxime Teixeira           | 6–4, 6–3            |
| 2012 | João Sousa          | Éric Prodon               | 7–6(5), 6–4         |
| 2011 | Éric Prodon (3)     | Augustin Gensse           | 6–1, 3–6, 6–2       |
| 2010 | Éric Prodon (2)     | Leonardo Tavares          | 6–4, 6–4            |
| 2009 | Thiemo de Bakker    | Peter Luczak              | 6–4, 7–6(7)         |
| 2008 | Mathieu Montcourt   | Flavio Cipolla            | 6–2, 6–2            |
| 2007 | Éric Prodon (1)     | Peter Luczak              | 6(4)–7, 6–4, 6–4    |
| 2006 | Florian Mayer       | Ernests Gulbis            | 7–6(4), 2–6, 6–3    |
| 2005 | Boris Pašanski (2)  | Roko Karanušić            | 7–6(5), 4–6, 7–5    |
| 2004 | Boris Pašanski (1)  | Éric Prodon               | 6–2, 3–6, 6–2       |
| 2003 | Robin Söderling     | Igor' Andreev             | 6–4, 6–1            |
| 2002 | Jarkko Nieminen (2) | Richard Gasquet           | 7–5, 7–6(2)         |
| 2001 | Jarkko Nieminen (1) | Mattias Hellstrom         | 6–1, 6–0            |
| 2000 | Johan van Herck     | Olivier Mutis             | 6–3, 6–2            |
| 1999 | Radomír Vašek       | Martin Spottl             | 7–5, 2–6, 6–0       |
| 1998 | Tomáš Zíb           | Tommi Lenho               | 4–6, 6–2, 7–6       |
| 1997 | Attila Sávolt (2)   | Todd Larkham              | 7–5, 6–0            |
| 1996 | Attila Sávolt (1)   | Jacobo Díaz               | 7–6, 1–6, 6–4       |
| 1995 | Galo Blanco         | Christian Bergström       | 6–3, 6–1            |
| 1994 | Brent Larkham       | Alejo Mancisidor          | 7–6, 1–6, 6–3       |
| 1993 | Christian Ruud      | Xavier Daufresne          | 6–4, 6–3            |
| 1992 | Kenneth Carlsen     | Bart Wuyts                | 4–6, 7–6, 7–6       |
| 1991 | Claudio Pistolesi   | Veli Paloheimo            | 7–6, 6–4            |
| 1990 | Renzo Furlan        | Fernando Luna             | 6–3, 6–3            |
| 1989 | Lars Jonsson        | Andres Võsand             | 7–5, 7–5            |
| 1988 | Andres Võsand       | Christer Allgårdh         | 6–1, 6–1            |
| 1987 | Magnus Gustafsson   | Conny Falk                | 6–2, 6–4            |
| 1986 | Christian Bergström | Massimo Cierro            | 4–6, 7–5, 6–4       |
| 1985 | Jonas Svensson      | Massimo Cierro            | 7–5, 7–5            |
| 1984 | Luca Bottazzi       | Peter Svensson            | 6–2, 6–3            |
| 1983 | Marko Ostoja        | Scott Lipton              | 6–4, 6–2            |
| 1982 | Peter Bastiansen    | Steve Krulevitz           | 3–6, 7–5, 6–2       |

### Doppio maschile
| Anno | Campioni                                   | Finalisti                                | Punteggio               |
| ---- | ------------------------------------------ | ---------------------------------------- | ----------------------- |
| 2025 | Christoph Negritu Vladyslav Orlov          | Mats Hermans Mick Veldheer               | 7–5, 6–1                |
| 2024 | Íñigo Cervantes Daniel Rincón              | Thomas Fancutt Johannes Ingildsen        | 6–3, 6–4                |
| 2023 | Szymon Kielan Piotr Matuszewski            | Vladyslav Orlov Adam Taylor              | 6–4, 7–6(7)             |
| 2022 | Alexander Erler Lucas Miedler              | Karol Drzewiecki Patrik Niklas-Salminen  | 7–6(3), 6–1             |
| 2021 | Pedro Cachín Facundo Mena                  | Orlando Luz Felipe Meligeni Alves        | 7–5, 6–3                |
| 2020 | Non disputato                              | Non disputato                            | Non disputato           |
| 2019 | Sander Arends David Pel                    | Ivan Nedelko Alexander Zhurbin           | 6–0, 6–2                |
| 2018 | Markus Eriksson André Göransson            | Ivan Gakhov Alexander Pavlioutchenkov    | 6–3, 3–6, [10–7]        |
| 2017 | Sander Gillé Joran Vliegen                 | Lucas Gómez Juan Ignacio Londero         | 6–2, 6(5)–7, [10–3]     |
| 2016 | David Pérez Sanz Max Schnur                | Steven de Waard Andreas Mies             | 6–4, 6–4                |
| 2015 | André Ghem Tristan Lamasine                | Harri Heliövaara Patrik Niklas-Salminen  | 7–6(5), 7–6(4)          |
| 2014 | Ruben Gonzales Sean Thornley               | Elias Ymer Anton Zaitcev                 | 6(5)–7, 7–6(10), [10–8] |
| 2013 | Henri Kontinen Goran Tošić                 | Ruben Gonzales Chris Letcher             | 6–4, 6–4                |
| 2012 | Michael Linzer Gerald Melzer               | Niels Desein André Ghem                  | 6–1, 7–6(3)             |
| 2011 | Jonathan Dasnières de Veigy David Guez     | Pierre-Hugues Herbert Nicolas Renavand   | 5–7, 6–4, [10–5]        |
| 2010 | João Sousa Leonardo Tavares                | Andis Juška Deniss Pavlovs               | 7–6(3), 7–5             |
| 2009 | Peter Luczak Jurij Ščukin                  | Simone Vagnozzi Uros Vico                | 6–1, 6(6)–7, [10–4]     |
| 2008 | Ervin Eleskovic Michael Ryderstedt         | Harri Heliövaara Henri Kontinen          | 6–3, 6–4                |
| 2007 | Johan Brunström Mohammed Ghareeb           | Jukka Kohtamaki Mika Purho               | 6–2, 7–6(5)             |
| 2006 | Thierry Ascione Édouard Roger-Vasselin (2) | Lauri Kiiski Tero Vilen                  | 5–7, 6–2, [12–10]       |
| 2005 | Marc Gicquel Édouard Roger-Vasselin (1)    | Adam Chadaj Filip Urban                  | 6–4, 4–6, 6–1           |
| 2004 | Andrés Dellatorre Diego Moyano             | Lassi Ketola Tuomas Ketola               | 6–4, 3–6, 6–4           |
| 2003 | Igor' Andreev Dmitri Vlasov                | Ignacio Hirigoyen Nicolás Todero         | 7–6(4), 6–1             |
| 2002 | Doug Bohaboy Nick Rainey                   | Tuomas Ketola Jarkko Nieminen            | 6–4, 6–2                |
| 2001 | Stephen Huss Lee Pearson                   | Tuomas Ketola Jarkko Nieminen            | 7–5, 6(5)–7, 6–4        |
| 2000 | Ville Liukko Jarkko Nieminen               | Steven Randjelovic Dušan Vemić           | 6–0, 4–6, 6–3           |
| 1999 | Petr Dezort Radomír Vašek                  | Jarkko Nieminen Timo Nieminen            | 6–1, 6–1                |
| 1998 | Tobias Hildebrand Fredrik Loven            | Julian Knowle Christophe Rochus          | 7–6, 1–6, 6–0           |
| 1997 | Cyril Buscaglione Régis Lavergne           | Tuomas Ketola Borut Urh                  | 6–4, 6–3                |
| 1996 | Donald Johnson Francisco Montana           | Ola Kristiansson Marten Renström         | 7–5, 7–6                |
| 1995 | Thomas Johansson Marten Renström           | Emanuel Couto Bernardo Mota              | 6–3, 6–3                |
| 1994 | Branislav Galik Mario Visconti             | Johan Donar Ola Kristiansson             | 6–4, 3–6, 7–5           |
| 1993 | David Engel Nicklas Utgren                 | Saša Hiršzon Christian Ruud              | 6–4, 7–5                |
| 1992 | Jonas Björkman Johan Donar                 | Jan Gunnarsson Michael Mortensen         | 6–4, 6–4                |
| 1991 | Tomás Carbonell Marcos Górriz              | David Adams Andrej Ol'chovskij           | 6–4, 6–2                |
| 1990 | Mark Koevermans (2) Jan Siemerink          | Massimo Cierro Tobias Svantesson         | 6–1, 6–2                |
| 1989 | Peter Svensson Lars-Anders Wahlgren        | Christer Allgårdh Tobias Svantesson      | 7–5, 6–7, 6–3           |
| 1988 | Igor Flego Mark Koevermans (1)             | Mika Hedman Veli Paloheimo               | 6–4, 6–1                |
| 1987 | David Engel Desmond Tyson                  | Christer Allgårdh George Kalovelonis     | 6–3, 3–6, 6–3           |
| 1986 | Ģirts Dzelde Sergei Leonjuk                | Alessandro De Minicis George Kalovelonis | walkover                |
| 1985 | Dácio Campos Alessandro De Minicis         | Carlos Kirmayr Luiz Mattar               | 6–4, 1–6, 6–3           |
| 1984 | David Mustard Jonathan Smith               | Ronnie Båthman Luca Bottazzi             | 6–3, 6–4                |
| 1983 | Peter Bastiansen Michael Mortensen         | Mike Barr Marko Ostoja                   | 6–4, 6–1                |
| 1982 | Magnus Tideman Jörgen Windahl              | Stanislav Birner Francisco González      | 6–4, 7–6                |

### Singolare femminile
| Anno      | Campionessa        | Finalista            | Punteggio           |
| --------- | ------------------ | -------------------- | ------------------- |
| 2021 2020 | Non disputato      | Non disputato        | Non disputato       |
| 2019      | Anastasia Kulikova | Victoria Kalaitzis   | 6–4, 6(2)–7, 6–3    |
| 2018      | Francesca Jones    | Bojana Marinković    | 6–2, 7–6(2)         |
| 2017      | Monika Kilnarová   | Marie Benoît         | 7–6(5), 6(5)–7, 6–4 |
| 2016      | Piia Suomalainen   | Emma Laine           | 0–6, 6–2, 6–3       |
| 2015      | Lilla Barzó        | Karen Barbat         | 6–2, 6–4            |
| 2014      | Maria Sakkarī      | Anastasia Pivovarova | 6–4, 7–5            |
| 2013      | Karen Barbat       | Liubov Vasilyeva     | 6–1, 7–6(5)         |
| 2012      | Sandra Roma (2)    | Alena Tarasova       | 7–5, 6–2            |
| 2011      | Piia Suomalainen   | Dinah Pfizenmaier    | 7–5, 6–0            |
| 2010      | Alizé Lim          | Amandine Hesse       | 6–4, 6–3            |
| 2009      | Sandra Roma (1)    | Anna Orlik           | 6(2)–7, 7–6(3), 6–4 |
| 2008      | Martina Balogová   | Hanne Skak Jensen    | 6–3, 2–6, 6–0       |
| 2007      | Alise Vaidere      | Hanne Skak Jensen    | 6–4, 6–1            |

### Doppio femminile
| Anno      | Campionesse                               | Finaliste                             | Punteggio        |
| --------- | ----------------------------------------- | ------------------------------------- | ---------------- |
| 2021 2020 | Non disputato                             | Non disputato                         | Non disputato    |
| 2019      | Polina Bakhmutkina Noel Saidenova         | Isabella Bozicevic Anastasia Kulikova | 6–2, 6–3         |
| 2018      | Camila Giangreco Campiz Bojana Marinković | Polina Bakhmutkina Elena Malõgina     | 1–6, 6–4, [10–7] |
| 2017      | Anna Iakovleva Gyulnara Nazarova          | Marie Benoît Estelle Cascino          | Walkover         |
| 2016      | Emma Laine (2) Julia Wachaczyk (2)        | Mia Eklund Katharina Hering           | 6–2, 6–3         |
| 2015      | Nora Niedmers Hélène Scholsen             | Cristina Ene Dea Herdželaš            | 6–4, 7–6(5)      |
| 2014      | Alexandra Nancarrow Maria Sakkarī         | Emma Laine Anastasia Pivovarova       | 6–2, 6–3         |
| 2013      | Julia Wachaczyk (1) Nina Zander           | Emma Laine Piia Suomalainen           | 6–4, 6–4         |
| 2012      | Olga Brózda Anouk Tigu                    | Nikola Horáková Julia Valetova        | 6–4, 6–3         |
| 2011      | Leia Kaukonen Polina Vinogradova          | Yanina Darishina Liubov Vasilyeva     | 7–5, 7–6(6)      |
| 2010      | Irina Kuzmina Diāna Marcinkēviča          | Amandine Hesse Monika Tůmová          | 6–4, 6–2         |
| 2009      | Emma Laine (1) Sandra Roma                | Alizé Lim Vivienne Vierin             | 6–4, 6–3         |
| 2008      | Diana Eriksson Hanne Skak Jensen          | Annie Göransson Caroline Magnusson    | 6–4, 6–0         |
| 2007      | Piia Suomalainen Katariina Tuohimaa       | Hanne Skak Jensen Marcella Koek       | 6–2, 6–4         |